# Шрі Янтра

Шрі Янтра.

Шрі Янтра — один з найдавніших геометричних символів, що використовуються для медитації в школах йоги і тантри. Історія появи Шрі Янтри йде в глиб століть і оповита таємницею. Янтри являють собою візуальні інструменти, які символічно зображують енергетичні структури різних божеств.

## Зображення
Структурно діаграма Шрі Янтра являє собою чотирикутник або зовнішній квадрат захисту — Бхупур, з чотирма символічними дверима на чотири сторони світу. Він побудований з двох протилежних свастик . Всередині його поміщені шість концентричних кіл (два символічних 16 -ти і 8-ми пелюсткових лотоса) . Всередині їх 14 — променева зірка — це дев'ять пересічних трикутників . Чотири звернених вершинами вгору трикутника відносяться до Шиви, інші п'ять звернених вершинами вниз є трикутниками Шакті . В результаті поєднання дев'яти трикутників утворюються 43 малих трикутника, складових у свою чергу 5 внутрішніх кілець.
Шрі- янтра являє собою єдину асиметричну схему. Її зображують у вигляді плоского малюнка або опуклого рельєфу у формі піраміди.
Шрі Янтра має глибоку космогонічну і психофізіологічну інтерпретацію.
Згідно з доктриною тантри, кожен з незліченних циклів космічної еволюції починається від розщеплення вихідного єдності Шива — Шакті (Вища Свідомість — Вища Енергія) у вигляді Космічного Яйця, яке мислиться як позачасовий і позапросторовий нематеріальний стан . На початку цього генезису з'являються категорії часу, простору, причинності і матерії, які потім розвиваються у все більш складні і множинні форми. Однак у деякій точці цей процес розвитку звертається у свою протилежність, тобто — в деструкцію або інволюціювати, провідну знову до стану нерозривної єдності Шива — Шакті . Концентричні рівні Шрі Янтри (ланцюги трикутників, лотосів і ліній зовнішнього квадрата) є символічним поданням різних стадій цього еволюційно — інволюційного процесу, який починається з центральної точки бінду (єдність Шива і Шакті) до зовнішнього квадрату захисту — Бхупур (повний прояв Всесвіту), який в свою чергу відділяє упорядкований світ від навколишнього Хаосу.
Так само концентричні рівні Шрі Янтри (послідовності трикутників, пелюсток лотоса і ліній обрамлення) позначають різні енергетичні вузли або чакри, що розташовуються уздовж хребетного стовпа людини, починаючи з нижньої, куприкової чакри Муладхара (зіставляється Бхупур Шрі Янтри), де локалізується енергія Шакті, іменована Кундаліні, до головного чакри Сахасхара (зіставляється центральній точці — бінду Шрі Янтри), де розташовується принцип свідомості Шиви.

## Способи розгляду
Є два способи розгляду Шрі Янтри в процесі медитації: зсередини — назовні і ззовні — всередину, тобто з центральної точки бінду до Бхупур через концентричні кола малих трикутників, пелюсток лотоса і ліній квадрату захисту, або ж у зворотному напрямку. Ці два методи використовуються в двох тантристських ритуалах правого та лівого напрямків, відповідно.
Візуально трассируючи Шрі Янтра до центру, адепт намагається спрямувати цю енергію вгору по хребетному стовпу до злиття з аспектом Шиви, розташованим в головній чакрі (Сахасхара -чакра, яку асоціюють з бінду Шрі Янтри) . Таким чином ніби проходиться шлях, що зворотний розвитку всесвіту. Тому, згідно з тантристською доктриною, в кінцевій точці цього процесу досягається невимовне розширення сприйняття з повним знанням основ світобудови.
Виконуючи зворотну процедуру зсередини — назовні, асоціюються з еволюційним розвитком Всесвіту від початкового, позачасового і позапросторового стану (єдність Шиви і Шакті: від вищої свідомості і вищої енергії, чоловічих та жіночих засад і принципів до феноменального прояву і до все більшої і більшої диференціації і ускладнення форм матерії .
У процесі проведення наукових експериментів західними вченими зазначено сильний вплив Шрі Янтри на психіко- фізичний стан людини. Виражається в активації правої півкулі і гальмуванні лівої .
Права півкуля здійснює цілісне сприйняття світу у невербальній (наочній, звуковій і т. д.) формі. Робота правої півкулі і підкірки (де теж ведеться специфічна обробка інформації), залишається, звичайно, прихованою від самої людини, вона проявляється у вигляді інтуїції, актів творчого прозріння і т. д. У таких випадках рішення приходить раніше, ніж його формулювання .
Так само активація правої півкулі виникає при сприйнятті складних ритмічних низьких голосних звуків, а також при загальному розслабленні, переході в легку дрімоту. Характерно, що процес зосередження на янтрах завжди супроводжується повторенням мантр, в яких переважають протяжні голосні звуки і глухі приголосні.
У результаті гальмування лівої півкулі та активізації правої, знання про світ, які є у людини, постають перед ним у своєму природному різномаїтті, і до того ж, позбавленими звичних оболонок слів і завчених правил дій . А спосіб, яким людина інтерпретує цей світ, які фантазії у нього привносить, залежить від наявної ідеології, світосприйняття самої людини.

## Приклад побудови
Радіус кола, куди вписується символ ділимо на 4. Отриманий результат відкладаємо від центральної лінії або діаметра кола і креслимо паралельні діаметру 2 основи великих трикутників .
Результат, отриманий діленням на 4, ділимо ще раз на 10. Шуканий результат є одиниця виміру для обчислень відстані підстав верхнього і нижнього трикутника. Відкладається або вимірюється від самої верхньої точки кола і самій нижній . Результат обчислюється так: Результат отриманий діленням на 10 множимо на 9 відкладаємо підставу одного трикутника.
Результат отриманий діленням на 10 множимо на 11 і знову відкладаємо підставу іншого трикутника . Вершину центрального, білого трикутника отримуємо так
Результат отриманий діленням на 10 множимо на 3,6 і відкладаємо вниз від центру кола .
Далі креслимо весь символ по одержуваних знову утвореним перехреститься боковин трикутників, які служать для підстав накреслень нових трикутників .
Шрі Янтра, так само, застосовується в Васту для гармонізації простору.